# Lee Wilkie
Lee Wilkie (Dundee, 20 april 1980) is een voormalig Schots profvoetballer die doorgaans speelde als verdediger. Hij beëindigde zijn carrière in 2010 bij Dundee United. Met die club won hij in zijn laatste jaar de Scottish FA Cup.

## Interlandcarrière
Wilkie speelde elf officiële interlands voor het Schots voetbalelftal. Hij maakte zijn debuut op 20 mei 2002 in de vriendschappelijke wedstrijd tegen Zuid-Afrika (2-0). Hij viel in dat duel na 45 minuten in voor Gary Caldwell. Zijn eerste en enige interlandtreffer scoorde hij op 29 maart 2003, toen hij de winnende goal maakte in de EK-kwalificatiewedstrijd tegen IJsland (2-1).

## Erelijst
- Dundee United

Scottish Cup: 1 (2010)